# Aulum-Hodsager Skole
Aulum-Hodsager Skole er en folkeskole i Herning Kommune. Den blev dannet i 2015 som en sammenlægning af de tidligere eksisterende Aulum Byskole og Hodsager Skole, og der er fortsat undervisning på de to skolers tidligere matrikler i henholdsvis Aulum og Hodsager. I Aulum går der omkring 450 elever fra 0. til 9. klassetrin, og i Hodsager ca. 50 elever fra 0. til 5. klassetrin. Skolen er således tresporet (med en A-, B- og H-klasse) til og med 5. klasse og tosporet derefter.

## Historie

### Aulum
I 1830 blev Aulum Gl. Skole, der lå Markedspladsen 12 i Aulum, opført. Allerede inden da havde der dog længe været skoleundervisning i byen. Der er optegnelser om et degnebol i Aulum allerede i 1575.
I 1901 blev der oprettet en "pogeskole" som forskole. Både den og Aulum Gl. Skole blev afløst af Aulum Byskole, der blev bygget og stod klar på Markedspladsen 4 i 1925. Skolen voksede sig efterhånden større i takt med, at lovgivningen stillede større krav til skolegangen. I 1958 fik skolen en stor udvidelse, og den blev efterhånden også hjemsted for undervisning fra en række af nabolandsbyerne, der tidligere havde haft egne skoler. I 1961 blev således skolerne i Lundby, Skjærk og Varhede lukket. I 1970 tilfaldt den samme skæbne de hidtidige forskoler i Ljørring og Kilde.

### Hodsager
I Hodsager blev der bygget en skole vest for kirken omkring 1830. Den blev flyttet ud på Toppergård Mark, hvor den nye bygning med adressen Hodsagervej 63, som senere fik navnet Hodsager Gamle Skole, blev taget i brug 1893. I 1931 havde skolen 100 elever fordelt på to klasser. 1832-56 var den hovedskole for forskolerne i Hodsager by og Halkjærhuse, der var træbygninger med undervisning for de mindste børn.
I 1956 blev den gamle skole afløst af den nybyggede Hodsager Centralskole på Hovedgaden 15 i Hodsager. Skolen blev indviet 4. april 1956, hvor næsten 300 af sognets beboere deltog. Centralskolens første leder var Gerhard Vad Jensen. Han var allerede i 1949 blevet lærer på Hodsager Gamle Skole, hvor han havde afløst sin far Søren Vad Jensen, der havde været lærer på skolen siden 1908. Gerhard Vad fik i 1978 titel af skoleinspektør, og han var ansat på Hodsager Centralskole indtil 1985.
Hodsager Centralskole blev i 1960-61 udvidet til en 7. klasses skole, og i 1973 blev der yderligere bygget 3 nye klasseværelser. I 1980 var der omkring 100 elever fra 1. til og med 7. klasse.